# Nok Air
Nok Air är ett lågprisflygbolag som är baserat i Bangkok, Thailand.   

## Historia
Flygbolaget grundades i december 2003 och inledde sin verksamhet den 23 juli 2004. Flygbolaget ägs av Thai Airways International (39%), Dhipaya Försäkring (10%), Regeringen pensionsfonden (10%), Krung Thai Bank (10%), Crown Property Bureau (6%), ING fonder (5%), King Power (5%), Patee Sarasin (5%), Siam Commercial Bank Securities (5%) och Supapong Asvinvichit (5%). Bolaget har 130 anställda (mars 2007). 
Ordet nok (นก) betyder "fågel" på thai.

## Destinationer
- Thailand
  - Bangkok
  - Chiang Mai
  - Hat Yai
  - Krabi
  - Nakhon Si Thammarat
  - Trang
  - Phuket
  - Udon Thani
  - Phisanulok

- Vietnam
  - Ho Chi Minh
  - Hanoi
- Myanmar
  - Yangon

## Flotta
| Flygplan       | Antal | Passagerare | Övrigt |
| -------------- | ----- | ----------- | ------ |
| Boeing 737-400 | 8     | 150/156/168 |        |
| Boeing 737-800 | 1     | 189         |        |
| ATR 72-200     | 1     | 66          |        |
| Dash 8-Q400    |       |             |        |